# Ferdinand Oyono
Ferdinand Léopold Oyono (14 de septiembre de 1929 - 10 de junio de 2010) fue un escritor y diplomático camerunés en francés.
Se graduó en un instituto de Yaundé y se fue a vivir a París. Ingresó en el cuerpo diplomático de Camerún donde ha tenido diversos puestos. En 1998 le nombraron ministro de Cultura. Mientras hospedaba en París escribió dos novelas de corte anticolonialista, y una crítica mediante una brillante sátira el colonialismo europeo.
Obra seleccionada: 
- Une vie de boy (1956)
- Le Vieux Nègre et la médaille (1956)
- Chemin d'Europe (1960)

- Datos: Q1000379